# Anaphes stygius
Anaphes stygius är en stekelart som beskrevs av Debauche 1948. Anaphes stygius ingår i släktet Anaphes och familjen dvärgsteklar.
Artens utbredningsområde är Belgien. Inga underarter finns listade i Catalogue of Life.